# Art McNally
Pour les articles homonymes, voir McNally.
Arthur Ignatius McNally dit Art McNally (né le 1er juillet 1925 à Philadelphie et mort le 1er janvier 2023) est une personnalité américaine du monde du sport.
Il est connu comme l'ancien directeur de l'arbitrage de la National Football League (NFL) de 1968 à 1991. Avant de devenir directeur de l'arbitrage, succédant à Mark Duncan, McNally a été juge arbitre dans la NFL pendant neuf ans de 1959 à 1967. Au cours d'une période de vingt-deux ans, il a arbitré plus de 3 000 matchs de football américain, mais aussi de baseball et de basket-ball avec une année dans la National Basketball Association (NBA).
En 2022, McNally est le premier arbitre de la NFL à être inscrit au Pro Football Hall of Fame.
L'Art McNally Award (en) porte son nom.
Art McNally meurt le 1er janvier 2023 à l'âge de 97 ans.